# Coenosia subgracilis
Coenosia subgracilis este o specie de muște din genul Coenosia, familia Muscidae, descrisă de Xue și Xiaolong Cui în anul 2001.
Este endemică în Qinghai. Conform Catalogue of Life specia Coenosia subgracilis nu are subspecii cunoscute.